# Kanonen
Kanonen sont des montagnes russes lancées du parc Liseberg, situé à Göteborg, en Suède.

## Historique
En 2002, les seules montagnes russes à inversions de Liseberg, HangOver, du modèle Invertigo de Vekoma, ont fermé. Le parc a contacté plusieurs constructeurs de montagnes russes dans l'intention d'avoir des nouvelles montagnes russes à inversions. Il a choisi la société suisse Intamin. Lars-Erik Hedin, le directeur technique de Liseberg a déclaré avoir eu "une bonne expérience" avec Balder, aussi construite par Intamin. C'est une des raisons pour lesquelles cette société a été choisie.
Le 30 décembre 2016, Liseberg ferme Kanonen en prévision de l'ouverture de Valkyria, un nouveau parcours de montagnes russes construit par Bolliger & Mabillard.

## Circuit
Après avoir quitté la gare, le train accélère de 0 à 75 km/h en 3 secondes grâce à un système de propulsion hydraulique dans un top hat d'une hauteur de 24 mètres. Il est suivi d'un airtime et d'un looping vertical haut de 20 mètres. Après une courbe, le train fait un heartline roll avant de retourner à la gare.

## Rollbacks
Comme beaucoup de montagnes russes lancées, Kanonen est susceptible d'avoir des rollbacks, quand le train ne prend pas assez d'élan sur la piste d'accélération pour monter le top hat et redescendre de l'autre côté. Kanonen a des freins magnétiques le long de la piste d'accélération pour ralentir le train si cela arrive. Les rollbacks se passent habituellement s'il y a du vent ou si la piste est mouillée, mais d'autres facteurs peuvent affecter le système d'accélération.
Le 8 juin 2009, un train est resté en équilibre au sommet du top hat, avec 14 passagers à son bord.

## Trains
Kanonen a 2 trains de 4 wagons. Les passagers sont placés à deux sur deux rangs pour un total de 16 passagers par train.